# Rhagoditta
Rhagoditta es un género de arácnido  del orden Solifugae de la familia Rhagodidae.

## Especies
Las especies de este género son:
- Rhagoditta bacillata Roewer, 1941
- Rhagoditta blanfordi Roewer, 1933
- Rhagoditta corallipes (Simon, 1885)
- Rhagoditta nigra Roewer, 1933
- Rhagoditta phalangium (Olivier, 1807)
- Rhagoditta susa Roewer, 1933